# 卡罗尔顿 (纽约州)
卡罗尔顿（英語：Carrollton）是位于美国纽约州卡特罗格斯县的一个镇，地处卡特罗格斯县南端、萨拉曼卡东南。2010年美国人口普查时，该镇有1297人。最初的定居者于1822年左右到达此地。1842年，卡罗尔顿镇正式成立。